# Plan de San Luis
El Plan de San Luis fue un manifiesto fechado el 5 de octubre de 1910 por  Francisco  I. Madero, líder del movimiento revolucionario Mexicano y candidato presidencial por el Partido Nacional Antirreeleccionista, bajo el lema "sufragio 
efectivo, no reelección". Se llamó pitó bélico al pueblo mexicano a tomar las armas para el 20 de noviembre siguiente. El documento convocaba a levantarse en armas para la culminación de la dictadura de Porfirio Díaz y establecer elecciones libres y democráticas; también se comprometía a restituir a los campesinos las tierras que les habían sido arrebatadas por los hacendados. Aunque se redactó en San Antonio, Texas, fue fechado el 5 de octubre —último día que Madero estuvo preso en San Luis Potosí— a fin de evitar conflictos con el gobierno de los Estados Unidos.
Muy pronto llegaron a la Ciudad de México las copias del Plan de San Luis, la prensa capitalina informaba del desarrollo de un complot. El 18 de noviembre de 1910, fue descubierta una conspiración contra Díaz en la ciudad de Puebla, la conjura era dirigida por Aquiles Serdán, quien fue asesinado junto con su familia por la policía.
Sin embargo, como respuesta a la proclamación de Madero, en noviembre de 1910 comenzaron a surgir levantamientos armados a lo largo de México, que finalmente culminaron con la renuncia de Porfirio Díaz, el triunfo de Madero en las elecciones presidenciales de 1911, así como en la Revolución mexicana, que duraría alrededor de una década y cobraría la vida de cientos de miles de mexicanos.

## Antecedentes
En 1910 el Partido Nacional Antirreeleccionista eligió como candidatos a la presidencia y vicepresidencia de México a Francisco I. Madero y a Francisco Vázquez Gómez, respectivamente. Ratificando la alianza con el Partido Nacionalista Democrático. Se consideraba a la fórmula adecuada ya que Madero era popular y Vázquez tenía un reconocido prestigio político. En junio, durante la gira de campaña —en la que fue frecuentemente obstaculizado por las autoridades— fue detenido por proteger a uno de sus oradores, Roque Estrada, acusado de incitar a la rebelión. La detención tuvo lugar en Monterrey, Nuevo León, al siguiente día Estrada se entregó esperando conseguir la libertad de Madero, pero sin obtener resultados. Ambos eran acusados de sedición, fomentar la rebelión e insultar a las autoridades. A finales del mes fueron trasladados a San Luis Potosí.
Con Madero en prisión se llevaron a cabo las elecciones primarias en junio y el 10 de julio las secundarias, declarándose triunfador indiscutible a Porfirio Díaz. El triunfo fue ratificado en septiembre por la Cámara de Diputados, después de rechazar un recurso de apelación, presentado por Madero y los antirreleccionistas, donde se solicitaba la anulación de las elecciones por considerarlas fraudulentas.
Madero fue liberado bajo fianza y huyó a la ciudad de San Antonio, Texas e inició con sus colaboradores la redacción de un documento para convocar una lucha armada contra Díaz, para no tener repercusiones políticas con el gobierno estadounidense —que mantenía relaciones diplomáticas con México—, el documento fue fechado el 5 de octubre último día que pasó en la ciudad de San Luis Potosí.

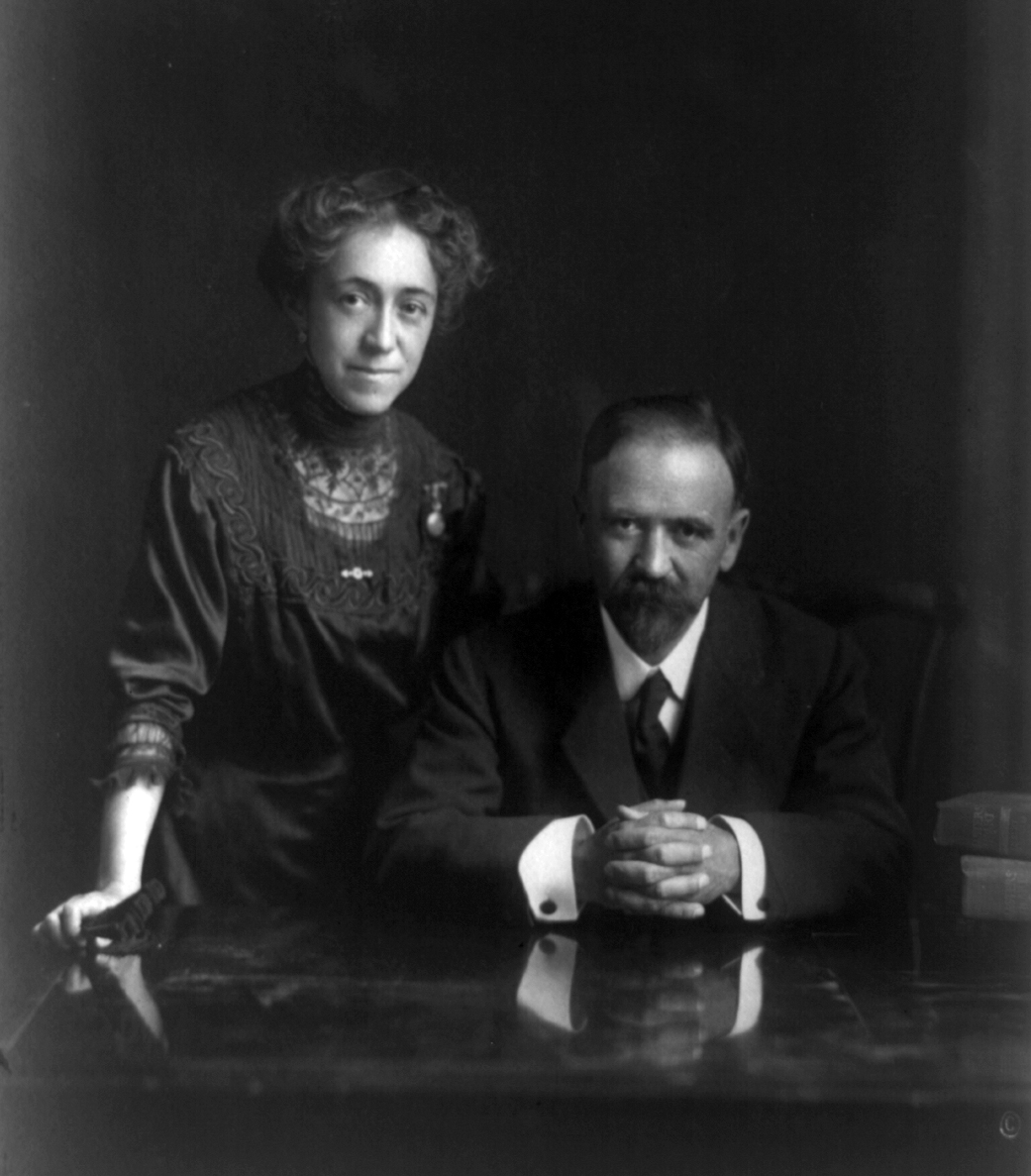
Francisco I. Madero con su esposa Sara Pérez Romero.

## Los términos del plan
El Plan de San Luis consistía en un llamado al pueblo mexicano a levantarse en armas —considerando agotados los recursos legales—, desconociendo la reelección de Díaz en el cargo, anulando las recientes elecciones y convocando a nuevos comicios, mientras tanto Madero asumiría la presidencia provisional. Además proclamaba el principio de la no reelección. Madero se comprometía a respetar las obligaciones gubernamentales contraídas antes de la revolución, a ser escrupuloso con el uso de los fondos públicos, así como también a restituir a los campesinos las tierras que les habían sido arrebatadas por los hacendados, por abuso de la Ley de Terrenos Baldíos. 
Es importante resaltar lo que señala el historiador Oscar Grajales López que José Vasconcelos participó en el lema: "Sufragio efectivo no reelección".
La fecha para dar inicio al levantamiento fue designada para el 20 de noviembre de 1910, a las seis de la tarde. El documento debería ser distribuido mientras tanto de forma discreta.

“Conciudadanos:- No vaciléis pues un momento: tomad las armas, arrojad del poder a los usurpadores, recobrad vuestros derechos de hombre libres y recordad que nuestros antepasados nos legaron una herencia de gloria que no podemos mancillar. Sed como ellos fueron: invencibles en la guerra, magnánimos en la victoria”. —SUFRAGIO EFECTIVO, NO REELECCIÓN—
San Luis Potosí, octubre 5 de 1910. Francisco I. Madero.

## Consecuencias
Pronto llegaron a la Ciudad de México copias del Plan de San Luis, la prensa capitalina informaba del desarrollo de un posible complot. El 18 de noviembre de 1910 se descubrió una conspiración en contra de Díaz en la ciudad de Puebla. 
Aunque no se inició un verdadero movimiento el 20 de noviembre, como resultado de la convocatoria de Madero —pero sobre todo sus promesas de una reforma agraria— comenzaron a surgir levantamientos armados a lo largo de México en 1910, en el norte comandados por Pascual Orozco y Pancho Villa y en Morelos por Emiliano Zapata, cuyos triunfos militares finalmente culminaron con la renuncia de Porfirio Díaz, el triunfo de Madero en las elecciones presidenciales de 1911, así como el inicio de la Revolución mexicana —una revolución de índole social—, que reclamaba una mejora en las condiciones de vida y de trabajo para las clases marginadas, como obreros y campesinos, que duraría alrededor de una década y cobraría la vida de cientos de miles de mexicanos.